# Леща (оптика)
 Тази статия е за леща (оптика).  За растението вижте Леща.  
Лещата е оптичен елемент, който пропуска и пречупва светлината според законите на оптиката.

## Фокус и сила
Разстоянието f от центъра на лещата до нейния главен фокус се нарича фокусно разстояние. То зависи от съотношението:
{\displaystyle {\frac {1}{f}}=\left({\frac {n_{2}}{n_{1}}}-1\right)\left({\frac {1}{R_{1}}}-{\frac {1}{R_{2}}}\right)},
където:
- f – фокусно разстояние на лещата;
- n2 – показател на пречупване на светлината на границата между средата и лещата;
- n1 – показател на пречупване на светлината на границата между лещата и средата;
- R1 – радиус на предната кривина на лещата;
- R2 – радиус на задната кривина на лещата.

Оптичната сила на лещата (D) е обратнопропорционална на нейното фокусно разстояние (F):
{\displaystyle D={\frac {1}{f}}}
Оптичната сила на лещата се измерва в диоптри, като 1 диоптър = 1 метър–1

## Технология и приложение
Лещата се изработва най-често от оптично стъкло. За работа в ултравиолетовия и инфрачервения спектър се правят лещи от кварц, натриев хлорид, калиев хлорид и други по-редки материали. Тя има две работни повърхности със сферична или асферична (параболична, хиперболична или друга осево-симетрична) форма. Едната повърхност на лещата може да е и плоска. Съществуват цилиндрични и други лещи, където осевата симетрия е нарушена. Според формата на повърхностите лещите биват двойноизпъкнали, двойновдлъбнати, плоскоизпъкнали, плосковдлъбнати, вдлъбнатоизпъкнали (мениски) и др. Лещите най-често се изработват от оптично стъкло или прозрачна пластмаса с определени оптични свойства, най-важните от които са показател на пречупване, число на Абе и др.
Лещите трябва да пропускат максимално попадналата върху тях светлина. Затова те се правят от материали без или с минимално поглъщане. Друг източник на загуби е отражението от всяка една работна повърхност – то съставлява от 4 до 6% от попадналата в лещата светлина. За минимизиране на това отражение повърхностите на лещите се покриват с просветляващо (антиотражателно) покритие, което се състои от един или няколко тънки слоя. Така отражението може да се редуцира до под 1%, а при повече слоеве и до под 0,1% за дадена дължина на вълната или зададен интервал от спектъра, в който ще работи лещата. От значение е и спектралното разпределение на пропускането (или отражението). В зависимост от това всяка леща с покритие придобива цветен оттенък (вижте фотографския обектив на снимката).
Единична леща или комбинация от лещи се използват за направа на лупи, очила, телескопи, микроскопи, бинокли, обективи за фотоапарати, видеокамери, CD-ROM устройства и други.